# Hazai és Külföldi Tudósítások
A Hazai Tudósítások, 1808-tól Hazai és Külföldi Tudósítások politikai és általános jellegű hírlap a 19. század első felében.

## Története
A lapot Kultsár István alapította Pesten 1806. július 2-án; az induláshoz szükséges alaptőkét részben saját maga teremtette elő, de Széchényi Ferenc és Festetics György is támogatták. A lapot Kultsár szerkesztette 1828. március 30-án bekövetkezett haláláig; ezt követően özvegye, Perger Anna adta ki. Szerkesztői Kovács Tamás, 1830-tól Somogyi Csizmazia Sándor, 1831-től Golvácsy László, 1838-tól Apostol József és 1839-ben Nagy Pál voltak.
Hetenként kétszer, szerdán és szombaton jelent meg. A kor politikai viszonyai miatt főleg az ausztriai lapok híreit közölte, 1808-tól engedélyezték a külföldi hírek megjelentetését is. Vezércikkei nem voltak; Magyarországra vonatkozóan városi és megyei híreket és kinevezéseket közölt.
1817. január 1-jétől Hasznos Mulatságok című melléklappal bővült ki, amely szintén hetenként kétszer jelent meg történelmi, nyelvészeti, földrajztudományi, néprajzi tárgyú cikkeket és költeményeket jelentetett meg. A két lapnak együtt 1818-ban 750, 1821-ben 850 előfizetője volt. A melléklap 1842 végén szűnt meg.
1840-ben címét Nemzeti Újság-ra változtatta; ez a megnevezés a korábbi fejlécében is megjelent: „Nemzeti Ujság, vagyis Hazai és Külföldi Tudósítások. A Magyar Nemzetnek közjavára. Irta s kiadta Kultsár István.” Ebben az időszakban a konzervatív párt lapjává vált, és az egyházi vonalat támogatta; hatása a közvéleményre nem volt jelentős. 1842. június 8-tól Kovacsóczy Mihály szerkesztette, 1844. második félévében Majláth János gróffal együtt. A szerkesztést 1845-től Lipthay Sándor vezetése mellett Illucz Oláh János vette át. 1848. május 2-án címét Nemzeti Politikai Hirlap-ra változtatta; december 31-én megszűnt.

## Külső hivatkozások
- A Hazai és Külföldi Tudósítások digitalizált kötetei a REAL-J-ben
- A Hasznos Mulatságok digitalizált kötetei a REAL-J-ben